# Кордемуа, Жан-Луи де
Жан-Луи де Кордемуа, аббат (фр. Jean-Louis de Cordemoy, Abbé, 1655, Париж ? — 16 октября 1714, Ла-Ферте-Су-Жуар) — французский аббат, историк и теоретик архитектуры.

## Биография
Жан-Луи был одним из пяти сыновей Жеро де Кордемуа, философа, лингвиста и историка. Дочь Жеро де Кордемуа — Жанна-Маргарита. Старший сын — Луи-Жеро де Кордемуа — стал священником. Другие сыновья также сделали духовную карьеру. Семья жила в Париже. Сыновья Кордемуа, как и их отец, были тесно связаны с кругом епископа Боссюэ, теолога и проповедника, одного из духовных лидеров Франции.
Жан-Луи де Кордемуа начинал священником в Нойоне, в епархии Бове (Уаза), затем был настоятелем церкви св. Николая в Ла-Ферте-Су-Жуар (департамент Сена и Марна), каноником аббатства Сен-Жан-де-Винь в Суассоне (департамент Эна). Он успешно совмещал духовную деятельность с изучением истории церковной архитектуры. Согласно приходским метрическим книгам, он умер 16 октября 1714 года, в возрасте 59 лет в Ла-Ферте-су-Жуар (Сена и Марна) и был похоронен на следующий день у алтаря церкви святого Николая. Среди присутствовавших членов семьи был его брат Жозеф-Карл и племянник, по-видимому сын Жозефа.

## Вклад в теорию архитектуры
Жан-Луи де Кордемуа был среди первых исследователей церковной архитектуры. Под влиянием идей Клода Перро и Мишеля де Фремена о рациональности «хорошей архитектуры» он исповедовал простоту композиции и ясность пропорций, о чём свидетельствуют сделанный им перевод и комментарии к десяти книгам Витрувия по архитектуре, опубликованным в 1673 году (второе издание 1684 года). Другое сочинение Кордемуа: «Порядок пяти видов колонн в соответствии с методом древних» (Ordonnance des cinq espèces de colonnes selon la methode des anciens, 1683).
Его сочинение «Новый трактат о совершенной архитектуре» (Nouveau traité de toute l’architecture, utile aux entrepreneurs, aux ouvriers, et à ceux qui font bâtir), опубликованное в 1706 году, имело значительное влияние на следующее поколение архитекторов французского неоклассицизма: Марка-Антуана Ложье, Жермена Бофрана, Антуана Дегоде, Жака-Франсуа Блонделя. В частности, «Новый трактат о совершенной архитектуре» Кордемуа предвосхитил интерес Жака-Франсуа Блонделя к соответствию внешнего вида здания разным типам построек.
Кордемуа видел рационализм и «чёткое выражение структуры» не только в античной, но и в готической архитектуре. Резко осуждал стиль барокко за «рельефность». Ему не нравились лепные детали, разбросанные по поверхности зданий. Он предпочитал ровные каменные поверхности и подчёркивал важное значение свободно стоящих колонн. С позиций рациональности классической архитектуры Кордемуа участвовал в знаменитой дискуссии «Спор о древних и новых». Он был убеждён, что идеальный храм должен соединять достижения античной, раннехристианской и готической архитектуры, но наилучшей моделью церковной архитектуры считал устройство раннехристианских базилик.
Помимо настойчивого требования об уместном использовании классических элементов, Кордемуа выступал и за их геометрическую чистоту, осуждая такие «порождения» барокко, как аритмия в размещении колонн, разорванные фронтоны и витые колонны. Орнаментация также должна быть уместной, и Кордемуа, на два столетия опередив статью Адольфа Лооса «Орнамент и преступление», доказывал, что многие здания вообще не нуждаются в орнаменте. Он предпочитал гладкую кладку и прямоугольные сооружения. Для него свободно стоящая колонна символизировала сущность чистой архитектуры, которую со всей очевидностью демонстрируют готические соборы или греческие храмы.
Радикальная природа предложений Кордемуа стала очевидной только в 1753 году, когда они были включены Марком-Антуаном Ложье в его книгу «Эссе об архитектуре». Ложье также развил градостроительные идеи Кордемуа в отдельной главе «О благоустройстве городов» (De l’embellissement des villes) своего «Эссе об архитектуре».
Модель рациональной архитектуры на практике осуществил Жак-Жермен Суффло в 1757 году в знаменитой постройке: церкви Сен-Женевьев (позднее Пантеон) в Париже. С тех пор так называемая «французская схема» стала классической для архитектуры западноевропейского неоклассицизма.